# Allessa (Sängerin)
Allessa (* 2. Jänner 1979 in Graz als Elke Kaufmann) ist eine österreichische Schlagersängerin und Tierärztin.

## Leben
Allessa wuchs bei ihrer Mutter in Raaba auf. Nach dem Besuch der allgemeinbildenden höheren Schule und ihrer Matura nahm sie 2004 an der Universität Wien ein Studium der Psychologie auf.
Ihre musikalische Karriere begann sie 1998 in der von ihr gegründeten Girlgroup C-Bra, mit der sie drei Hits in den österreichischen Charts landete. Nach der Auflösung der Formation wurde sie Sängerin der Popband Rapublic, die mit Coverversionen italienischer Klassiker zweimal in den Top 10 Österreichs stand und mit Ti amo ’98 auch Goldstatus erreichte. Als sich auch diese Band auflöste, übersiedelte Allessa für ein Jahr nach Spanien, wo sie als DJ und Livesängerin arbeitete. Nach ihrer Rückkehr nach Österreich tourte sie mehrere Jahre als Sängerin bekannter Coverbands.
Im Sommer 2006 erhielt sie bei Sony BMG Austria einen Plattenvertrag und begann an der Arbeit an ihrem Solodebütalbum, das im Juli 2007 in Österreich auf den Markt kam und von Akropolismusik & Film in Köln produziert wurde. Es erreichte Platz 42 der Charts in Österreich. Im Februar 2008 kam sie mit ihrer Debüt-Single Der Himmel weint heute Nacht auch in Deutschland in die Schlager-Airplaycharts (bis Platz 17).
2012 erschien ihr zweites Album Allessa (produziert von Christian Zierhofer), das bis auf Platz 19 der österreichischen Charts aufstieg.
2015 schaffte es ihr verkaufsstärkstes Album Adrenalin zehn Wochen in die Charts bis Platz 20. Im Dezember 2018 unterstützte sie das Benefiz-Projekt Schlagerstars für Kinder und nahm mit anderen Kollegen das Lied Auf einmal (Weihnachtsschlager) neu auf. Die Aktion von Schlagerplanet Radio und den SOS Kinderdörfern sammelt mit dem Weihnachtssong Geld für Kinder in Not.

## Diskografie

### Alben
| Jahr | Titel         | Höchstplatzierung, Gesamtwochen, AuszeichnungChartplatzierungen (Jahr, Titel, Platzierungen, Wochen, Auszeichnungen, Anmerkungen) | Höchstplatzierung, Gesamtwochen, AuszeichnungChartplatzierungen (Jahr, Titel, Platzierungen, Wochen, Auszeichnungen, Anmerkungen) | Höchstplatzierung, Gesamtwochen, AuszeichnungChartplatzierungen (Jahr, Titel, Platzierungen, Wochen, Auszeichnungen, Anmerkungen) | Anmerkungen |
| Jahr | Titel         | AT | DE | CH | Anmerkungen |
| ---- | ------------- | --- | --- | --- | ----------- |
| 2007 | Samstag Nacht | AT42 (3 Wo.)AT | — | — |             |
| 2012 | Allessa       | AT19 (5 Wo.)AT | — | — |             |
| 2015 | Adrenalin     | AT20 (10 Wo.)AT | — | — |             |
| 2019 | Das Beste     | AT39 (3 Wo.)AT | — | — |             |
| 2021 | Sommerregen   | AT6 (4 Wo.)AT | DE36 (1 Wo.)DE | CH48 (1 Wo.)CH |             |

### Singles
| Jahr | Titel Album   | Höchstplatzierung, Gesamtwochen, AuszeichnungChartsChartplatzierungen (Jahr, Titel, Album, Platzierungen, Wochen, Auszeichnungen, Anmerkungen) | Anmerkungen |
| Jahr | Titel Album   | AT | Anmerkungen |
| ---- | ------------- | --- | ----------- |
| 2014 | Lüg nochmal – | AT27 (4 Wo.)AT |             |

Weitere Singles
- 2018: Auf einmal (Weihnachtsschlager) (als Teil von Schlagerstars für Kinder)